# Svenska Serien
La Svenska Serien (literalment en català, La Lliga Sueca), també anomenada Svenska Fotbollserien) va ser una competició de lliga sueca disputada entre 1910 i 1917; 1920-1921 i 1922-1924. Fou reemplaçada per l'actual Allsvenskan. Malgrat ser la màxima competició en format lliga del país, els seus campions no foren considerats campions suecs, ja que aquest títol va recaure en els vencedors del torneig de copa, Svenska Mästerskapet disputat entre 1896 i 1925.
Els anys 1918-19 no es disputà la competició. En el seu lloc es disputà una altra competició anomenada Fyrkantserien.

## Historial
Font:
- 1910 Örgryte IS
- 1911-12 Örgryte IS
- 1912-13 IFK Göteborg
- 1913-14 IFK Göteborg
- 1914-15 IFK Göteborg
- 1915-16 IFK Göteborg
- 1916-17 IFK Göteborg
- 1918-19 No es disputà, vegeu Fyrkantserien
- 1920-21 Örgryte IS
- 1921-22 No es disputà
- 1922-23 GAIS
- 1923-24 Örgryte IS

## Palmarès
- 5 títols IFK Göteborg
- 4 títols Örgryte IS
- 1 títols GAIS